# Aiguaviva
Aiguaviva ist eine Gemeinde mit 802 Einwohnern (Stand: 2024) im Nordosten Spaniens. Sie liegt in der Provinz Girona in der Autonomen Gemeinschaft Katalonien.

## Bevölkerungsentwicklung
| Jahr      | 1991 | 1996 | 2001 | 2004 | 2006 |
| --------- | ---- | ---- | ---- | ---- | ---- |
| Einwohner | 354  | 432  | 496  | 593  | 594  |

## Kultur
Die Feiern zu Ehren der Schutzheiligen Sant Jaume und Sant Narcís werden am 25. Juli bzw. am 29. Oktober begangen.

### Sehenswürdigkeiten
- Sant Jaume del Castell de Vilademany
- Església (Kirche) de Sant Joan d’Aiguaviva im gotischen/neugotischen Stil
- Capilla (Kapelle) de Santa Maria de Vilademany im romanischen Stil
- Casa dels Templers (span. Casa de los Templarios, Haus der Templer)